# Hagbyhöjden
Hagbyhöjden är en ort i Österåkers kommun i Stockholms län. Från 2015 ingår bebyggelsen i tätorten Åkersberga.

## Befolkningsutveckling
| Befolkningsutvecklingen i Hagbyhöjden 2005–2010        | Befolkningsutvecklingen i Hagbyhöjden 2005–2010 | Befolkningsutvecklingen i Hagbyhöjden 2005–2010 | Befolkningsutvecklingen i Hagbyhöjden 2005–2010 | Befolkningsutvecklingen i Hagbyhöjden 2005–2010 |
| ------------------------------------------------------ | ----------------------------------------------- | ----------------------------------------------- | ----------------------------------------------- | ----------------------------------------------- |
|                                                        |                                                 |                                                 |                                                 |                                                 |
| År                                                     |                                                 |                                                 | Folkmängd                                       | Areal (ha)                                      |
| 2005                                                   | 2005                                            |                                                 | 335                                             | 13                                              |
| 2010                                                   | 2010                                            |                                                 | 479                                             | 12                                              |
| Anm.: Ny tätort 2005. Sammanvuxen med Åkersberga 2015. |                                                 |                                                 |                                                 |                                                 |